# Pictionary

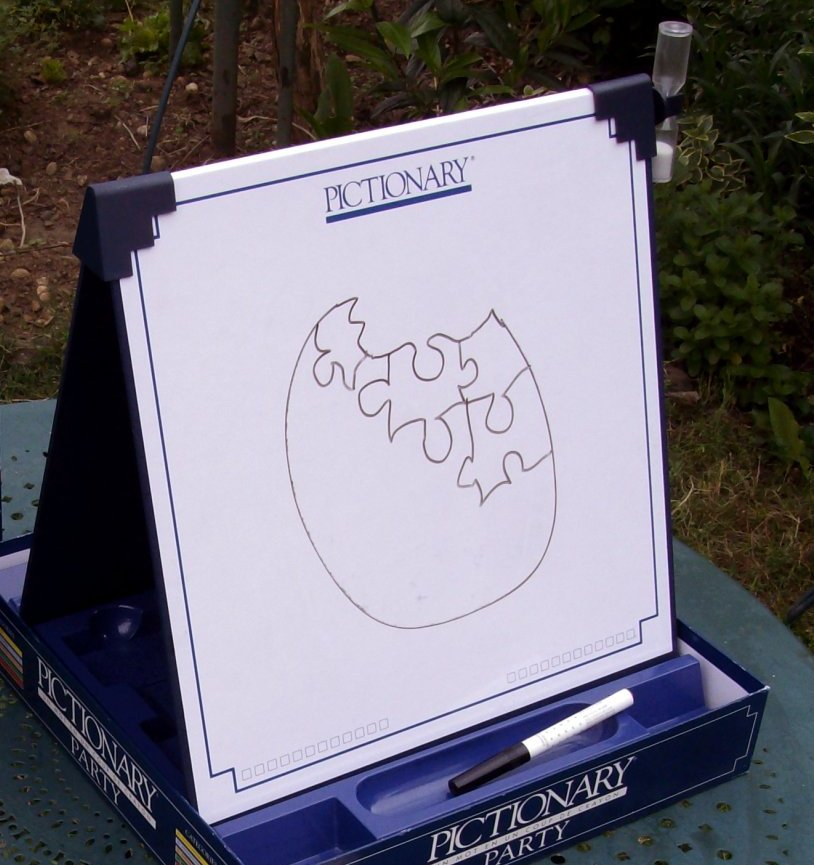
Scatola e componenti dell'edizione speciale Pictionary Party

Pictionary è un gioco da tavolo a squadre, pubblicato dalla casa editrice Parker Brothers (del gruppo Milton Bradley) nel 1985. L'idea centrale del gioco consiste nel tentativo di indovinare una parola o frase segreta che un giocatore deve suggerire ai propri compagni di squadra disegnando su un foglio di carta. Pictionary è un gioco di grande successo e viene ripubblicato regolarmente nell'edizione tradizionale e in edizioni speciali (per esempio da viaggio o di lusso).

## Dinamica del gioco
Il gioco è a squadre. Ogni squadra dispone di un segnalino che durante il gioco viene spostato lungo un percorso disegnato su un tabellone. Vince la squadra che riesce a portare per prima il proprio segnalino alla fine del percorso. Si gioca a turni.
L'equipaggiamento del gioco include un mazzo di carte, su ciascuna delle quali sono riportate quattro parole o frasi di quattro diverse categorie marcate con diversi colori. Le categorie sono:
- gialle: persone, luoghi e animali
- blu: oggetti
- arancione: azioni
- verde: difficili

Ogni casella del percorso è marcata con un colore che indica in genere una categoria di parole. La squadra di turno assegna il ruolo di disegnatore a uno dei propri membri, che pesca una carta (il ruolo di disegnatore deve essere ricoperto da tutti i membri della squadra a turno). Il disegnatore legge la parola o frase segreta riportata sulla carta nella categoria corrispondente alla casella in cui si trova il suo segnalino, e inizia a disegnare su un foglio di carta o una lavagna cercando di suggerire ai propri compagni di squadra la parola in questione. Non è ammesso includere lettere o cifre nel disegno.
Se la squadra indovina la parola o frase segreta entro un certo limite di tempo di un minuto, scandito da una clessidra, può spostare il proprio segnalino avanti nel percorso di un numero di caselle determinato da un lancio di dadi, e mantiene il turno. Se fallisce, il turno passa alla squadra successiva.
Una variante a questa dinamica generale è data da una particolare categoria di caselle, marcate col colore rosso. Quando il segnalino di una squadra si trova su una casella rossa, il suo disegnatore può scegliere liberamente una delle quattro parole o frasi che trova sulla carta pescata. Inoltre, tutte le squadre possono contemporaneamente cercare di indovinare la parola segreta; quella che ci riesce per prima può far avanzare il proprio segnalino e rimanere di turno.